# Sœurs des divines vocations
Les sœurs des divines vocations (en latin : Sorores Divinarum Vocationum) sont une congrégation religieuse féminine de droit pontifical qui se consacrent à aider les vocations sacerdotales et religieuses.

## Historique
En 1914, Justin Russolillo réunit des jeunes femmes dans une union pieuse afin de promouvoir les vocations religieuses ; désirant se donner totalement à Dieu, les six premières aspirantes se constituent en congrégation religieuse le 1er octobre 1921 à Pianura, un quartier de Naples. En 1922, Jeanne, la sœur du fondateur, entre chez les sœurs vocationnistes et devient supérieure générale.
Les sœurs des vocations divines sont approuvées comme institut religieux de droit diocésain le 26 mai 1927 par Giuseppe Petrone, évêque de Pouzzoles et reçoit le décret de louange le 9 décembre 1967.

## Activités et diffusion
Les sœurs se consacrent à la recherche et à la formation de vocations au sacerdoce et à la vie religieuse ; elles collaborent avec les prêtres au ministère paroissial à travers l'enseignement du catéchisme. 
Elles sont présentes en : 
- Europe : Italie, France.
- Amérique : Argentine, Brésil, États-Unis.
- Afrique : Madagascar, Nigéria.
- Asie : Inde, Indonésie, Philippines.

La maison généralice est à Rome. 
En 2017, la congrégation comptait 506 sœurs dans 60 maisons.